# Black Bourton
Black Bourton is een civil parish in het bestuurlijke gebied West Oxfordshire, in het Engelse graafschap Oxfordshire met 266 inwoners.